# Филипц, Сьюзан
Сьюзан Мэри Филипц (род. 1965[…], Глазго) — шотландская художница, получившая Премию Тёрнера 2010 года. Карьеру в искусстве начинала как скульптор, наиболее известна звуковыми инсталляциями. Филипц записывает собственное пение а капелла, а затем воспроизводит через систему оповещения галереи или в средствами инсталляции. В настоящее время она живет и работает в Берлине. Профессор Высшей школы изобразительных искусств Дрездена.

## Ранние годы
Филипц родилась в Глазго в семье из шести братьев и сестер. Отец наполовину имелбирманское происхождение, в детстве жил в Бирме. Жизнь его семьи была «разорвана войной», и примерно в 20 лет он оказался в Великобритании. В молодости Сьюзан Филипц пела в хоре местной католической церкви вместе с сёстрами, здесь же её обучили основам гармонии. 
С 1989 по 1993 год Филипц изучала скульптуру в Университете Данди. Затем в 1994 году окончила Ольстерский университет со степенью магистра искусств. 
С 2000 по 2001 год являлась художником-резидентом MoMA PS1. Несколько лет работала директором Catalyst Arts в Белфасте. Замужем за ирландским фотографом Эоганом Мактигом. 

## Творчество

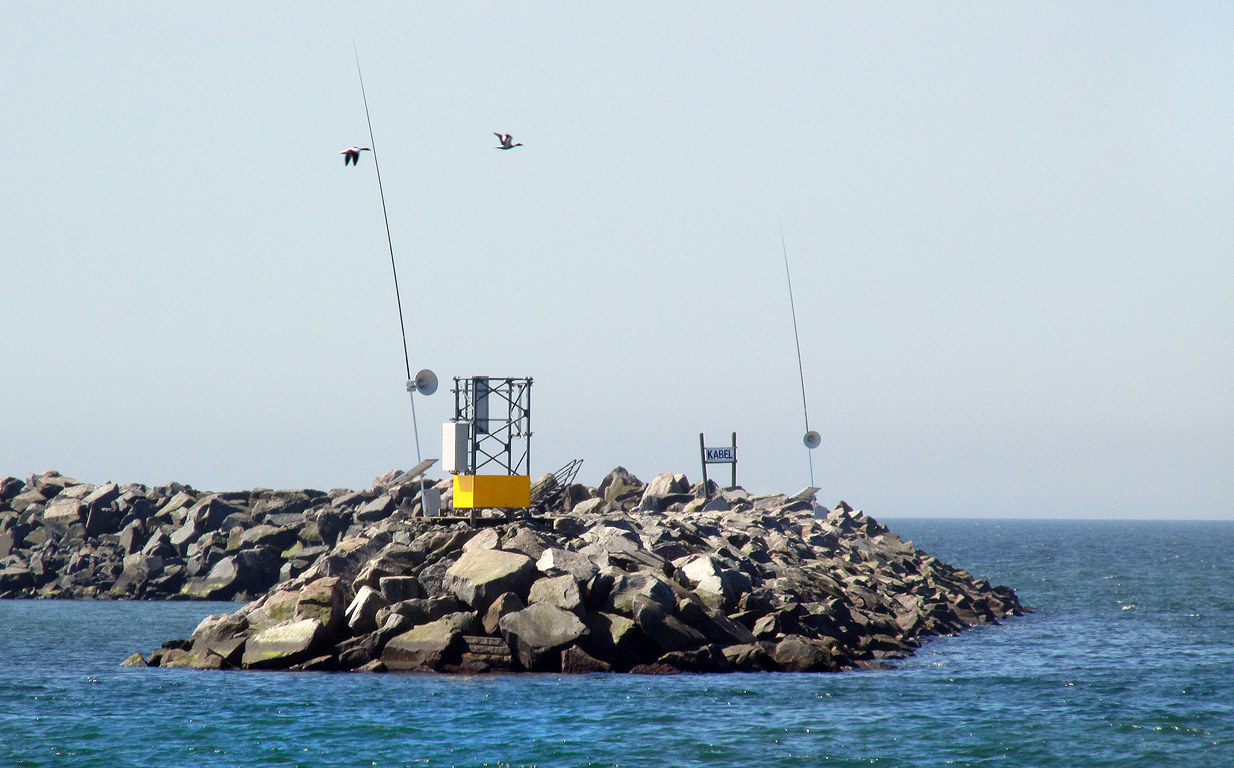
Громкоговорители на западном волнорезе у входа в гавань Истад, установленные в рамках звуковой инсталляции Сьюзан Филипц «Далёкий звук»

Филипц преимущественно создает звуковые инсталляции, используя записи своего собственного голоса, которые воспроизводятся в определенных точках планеты, чтобы «усилить взаимодействие слушателя с окружающей средой, побуждая его к вдумчивому самоанализу». Хотя многие произведения Филипц исполняет сама, ключевым моментом работ является отсутствие у художницы профессиональной постановки голоса. Она также не владеет нотной грамотой. Её пение звучит как у обычного, неподготовленного человека. Филипц. Сама художница так объясняет подобный подход: «Каждый может отождествить себя с человеческим голосом. Я думаю, что голос без сопровождения музыкальных инструментов, особенно неподготовленный, даже если он поет песню, которую вы не знаете, может вызвать действительно сильные воспоминания и ассоциации. Если бы я посещала музыкальную школу и имела надлежащую подготовку, я бы не делала то, что делаю сегодня». 
В 1998 году Филипц создала работу «Фильтр», в которой использовались песни Nirvana, Марианны Фэйтфулл, Radiohead и The Velvet Underground. Инсталляция была размещена на автобусной станции и в супермаркете Tesco. 
Работа 1999 года «Интернационал» очевидно использовала международный пролетарский гимн. В работе «Мёртвые» 2000 года Филипц поёт ирландскую балладу «Lass of Aughrim». 
В 2003 года Филипц создала инсталляцию «Песня заката», в которой использовала американскую народную балладу XIX века Banks of Ohio, исполнив и мужскую, и женскую партии. При этом уровень громкости звука изменяется в зависимости от освещенности. В 2009 году в работе «Вы не одиноки», созданной для Обсерватории Радклиффа в Оксфорде, художница использовала вибрафон. 
В 2010 для Glasgow International Festival Филипц подготовила работу Lowlands, представлявшую собой три версии песни XVI века Lowlands Away. Записи воспроизводились под тремя мостами через реку Клайд в Глазго: под мостом Георга V, Каледонским железнодорожным мостом и мостом Глазго. Впоследствии инсталляция выставлялась в галерее Тейт и была удостоена  Премии Тёрнера 2010 года . 
В 2012 году Филипц участвовала в Docementa, куда привезла инсталляцию Study for Strings, основанную на инструментальной пьесе, написанной в 1943 году для музыкантов концентрационного лагеря Терезиенштадт. Филипц исключила из композиции все инструменты, кроме одной виолончели и одного альта, оставив между их партиями щемящую тишину. 

## Выставки
Работы Филипц демонстрировались на Международной биеннале в Мельбурне в 1999 году, на Манифесте 3 в Любляне в 2000 году, на биеннале в Тиране в 2001 году, на Триеннале британского искусства в галерее Тейт в 2003 году, на 16-й Биеннале в Сиднее в 2008 году и на 55-й Международной выставке Карнеги в 2009 году. В 2008 году в Институте современного искусства в Лондоне состоялась персональная выставка художницы. 
В 2010 году по приглашению Музея Соломона Гуггенхайма в Нью-Йорке она оформила ротонду. 
В 2011 году Музеем современного искусства Чикаго поручил Филипц создание звуковой инсталляции We Shall Be All, основанной на трудовой истории города, в частности, бунте на Хеймаркете 1886 года и истории организации «Индустриальные рабочие мира». Помимо этого на выставке демонстрировались инсталляция «Интернационал». Одновременно в Доме-музее Джейн Аддамс Халл в кампусе Иллинойсского университета в Чикаго, была установлена работа 2002 года Pledge. 
В 2013 году Филипц стала участницей первой крупной выставки звукового искусства Soundings: A Contemporary Score в Нью-Йоркском музее современного искусства. В 2016 году ее работа Part File Score была выставлена в Музее Хиршхорна. 

## Признание
В 2003 году Филипц номинировалась на премию Beck's Futures  В 2010 году она получила Премию Тёрнера. Однако вручение премии в 25 000 фунтов стерлингов в галерее Тейт было сорвано протестами по поводу сокращения расходов на образование. В том же году Филипц вошла в шорт-лист премии Glenfiddich Spirit of Scotland. 
В 2014 году Сьюзан Филипц была удостоена звания офицера Ордена Британской империи (OBE) за заслуги перед британским искусством. 

## Ссылка
- Сьюзан Филипц, лауреат премии Тёрнера 2010, рассказывает о своей работе Lowlands, tate.org; 22.10.2010.
- Инсталляция Сьюзан Филипц «Далёкий звук»